# Nậm Cần
Nậm Cần là một xã thuộc huyện Tân Uyên, tỉnh Lai Châu, Việt Nam.
Xã Nậm Cần có diện tích 134 km², dân số năm 2013 là 2083 người, mật độ dân số đạt 15,5 người/km².
Xã có tám bản chia thành 2 khu riêng biệt. Khu ngoài là TTHC gồm có Phiêng Bay, Phiêng Áng, Phiêng Lúc, Bằng Mai, Phiêng Tòng. Khu trong gồm có Nà Phát (bao gồm bản Nậm Cần mới), Hua Cần, Hua Puông. Nậm Cần có 2 dân tộc chính:Dân thái chiếm 97,5%, Khơ mú chiếm 2,45%, Dân tộc Kinh, Mông mỗi dân tộc có 1 hộ theo diện nhập cư.
Người dân trên địa bàn sống chủ yếu vào sản xuất nông nghiệp, khai thác lâm sản và thủy sản. Con sông Nậm Mu chạy qua địa bàn bắt nguồn từ Tam Đường (Lai Châu) rồi chảy ra Sông Đà. Người dân địa phương thường tranh thủ ra sông quăng chài bắt tôm cá về cải thiện bữa ăn gia đình. Năm 2014 xã Nậm Cần được tỉnh chọn làm xã điểm xây dựng NTM, được tỉnh và huyện rót vốn về để thực hiện các tiêu chí, theo kế hoạch, Nậm Cần và Phúc Khoa sẽ là 2 xã đầu tiên của huyện Tân Uyên sẽ về đích NTM vào năm 2015 theo bộ tiêu chí quy định riêng trên địa bàn tỉnh Lai Châu.